# Asmedia flavofasciata
Asmedia flavofasciata là một loài bọ cánh cứng trong họ Cerambycidae.